# Jiří Navrátil (fotbalista)
Jiří Navrátil (* 31. října 1951) je bývalý český fotbalista.

## Fotbalová kariéra
V lize hrál za Sigmu Olomouc. V československé lize nastoupil ve 23 utkáních a dal 1 gól. Po postupu dal první ligový gól Olomouce.

## Ligová bilance
| Ročník                                   | Zápasy | Góly | Klub          |
| ---------------------------------------- | ------ | ---- | ------------- |
| 1. československá fotbalová liga 1982/83 | 23     | 1    | Sigma Olomouc |
| CELKEM                                   | 23     | 1    |               |